# Municipio de San Martín Sacatepéquez
Municipio de San Martín Sacatepéquez är en kommun i Guatemala.   Den ligger i departementet Departamento de Quetzaltenango, i den sydvästra delen av landet, 120 km väster om huvudstaden Guatemala City.